# Seoca (Bośnia i Hercegowina)
Seoca (cyr. Сеоца) – wieś w Bośni i Hercegowinie, w Republice Serbskiej, w gminie Novo Goražde. W 2013 roku liczyła 7 mieszkańców.